# Instytut Stanów Zjednoczonych i Kanady Rosyjskiej Akademii Nauk

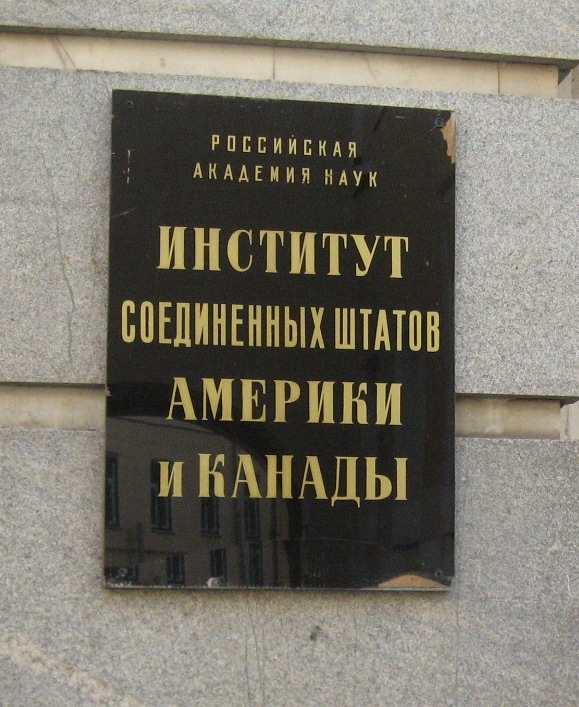
Szyld Instytutu USA i Kanady

Instytut Stanów Zjednoczonych i Kanady im. Georgija Arbatowa Rosyjskiej Akademii Nauk – ISKRAN, Instytut USA i Kanady (Институт США и Канады РАН – ИСКРАН, Institute for US and Canadian Studies) – rosyjski think tank, specjalizujący się w kompleksowych badaniach Stanów Zjednoczonych i Kanady.

## Historia
Instytut został założony przez dr Gieorgija Arbatowa w 1967, który kierował instytutem do 1995. Od tego czasu jest głównym radzieckim, a następnie rosyjskim ośrodkiem badań nad amerykańską i kanadyjską polityką zagraniczną i wewnętrzną.
Od 2000 na bazie Instytutu w działającym przy Rosyjskiej Akademii Nauk Państwowym Uniwersytecie Humanistycznym (Государственный академический университет гуманитарных наук при Российской академии наук – ГАУГН) utworzono Wydział Polityki Światowej.

## Media
Instytut kontynuuje wydawanie miesięcznika pt. „США и Канада: экономика, политика, культура” (USA-Kanada: Ekonomia, Polityka, Kultura), który powstał w 1970. Jest jednym z wiodących rosyjskich czasopism poświęconych polityce zagranicznej. Ma dobrą reputację dzięki przemyślanym, analitycznym i bezstronnym artykułom głównych rosyjskich naukowców i doktorantów.

## Dyrektorzy
- 1967-1995 – prof. Gieorgij Arbatow
- 1995-2015 – prof. Siergiej Rogow
- od 2015 – prof. Walerij Garbuzow

## Siedziba
Mieści się w tzw. majątku Łukiana Kamynina (Усадьба Камынина), w istocie pałacyku z 1758-1778 przy zaułku Chlebnym 2/3 (Хлебный переулок, дом 2/3), mieściły się w nim m.in. redakcja gazety moskiewskiej (Московская газета) (1865), prywatne gimnazjum (ok. 1900), w okresie ZSRR – szkoła siedmioletnia i pomieszczenia wydziału nauk społecznych Uniwersytetu Moskiewskiego.